# Жива природа Антарктиди

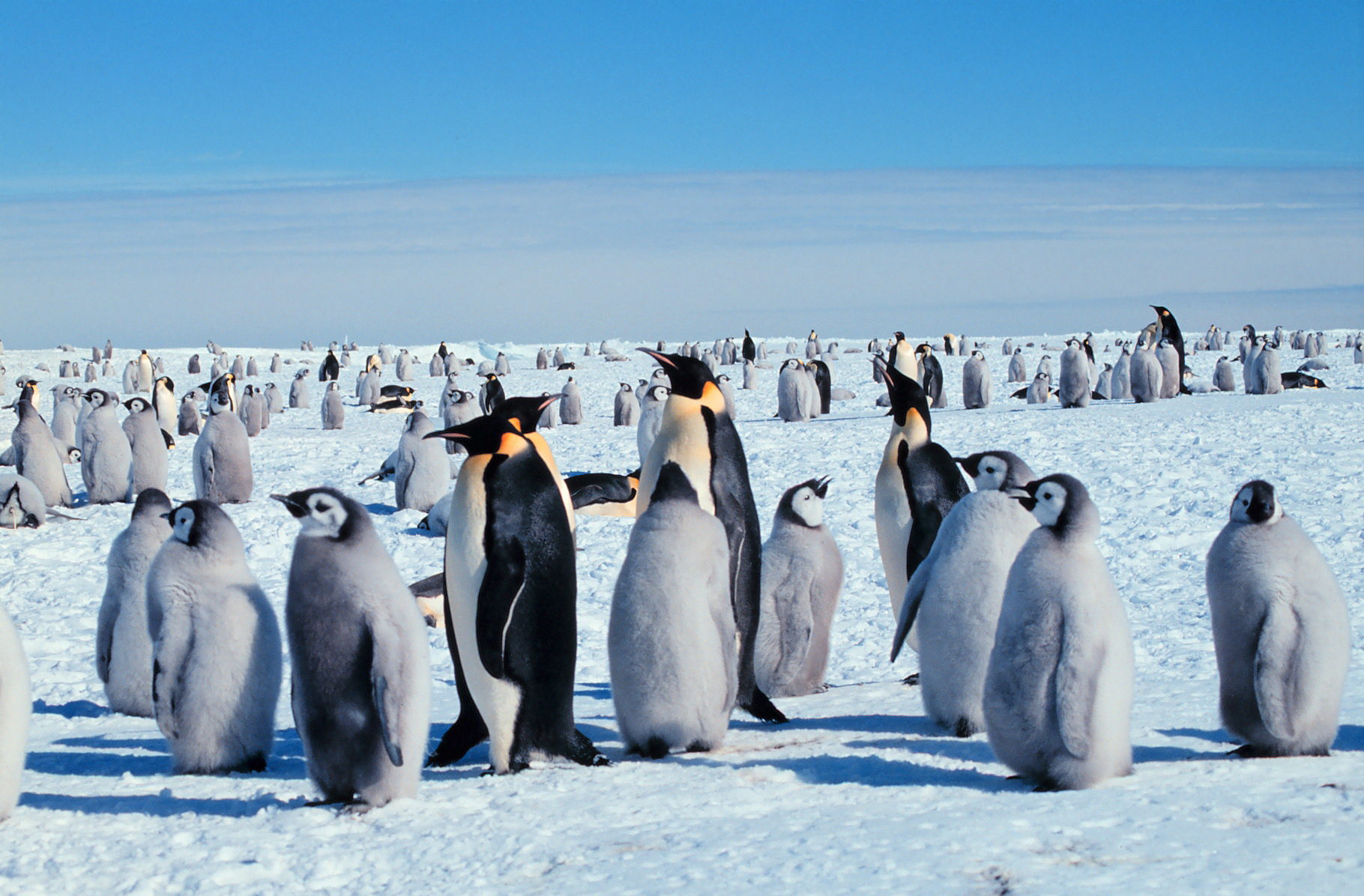
Імператорські пінгвіни (Aptenodytes forsteri) — єдині тварини, які розмножуються на материковій Антарктиді зимою.

Жива природа Антарктиди — це екстремофіли, які пристосовані й адаптовані до сухості, низьких температур і складних умов, які поширені в Антарктиці. Екстремальна погода на внутрішньому материку сильно відрізняється від відносно м'яких умов на Антарктичному півострові і субантарктичних островах, де переважають більш теплі температури та більш рідка вода. Значна частина океану навколо материка покрита морським льодом. Океани є більш стабільним середовищем для життя, як у воді, так і на морському дні. 
В Антарктиці відносно мала різноманітність живої природи у порівнянні з великою частиною решти світу. Наземне життя зосереджене в районах біля узбережжя. Летючі птахи гніздяться на більш м'яких берегах півострова та субантарктичних островах. Антарктиду та її острови населяють вісім видів пінгвінів. На цих територіях також проживають сім видів ластоногих. Південний океан навколо Антарктиди є домом для 10 видів китоподібних, багато з яких мігрують. На материку є дуже мало наземних безхребетних, хоча види, які там проживають, мають високу щільність популяції. Висока густота безхребетних також присутня в океані, наприклад, антарктичний криль утворює густі й широко поширені зграї влітку. По всьому континенті також присутні бентальні тваринні спільноти. 
На Антарктиді та навколо неї виявлено більше 1000 видів грибів. Більші види присутні на субантарктичних островах, а більшість виявлених видів — наземні. Аналогічно рослини переважають на субантарктичних островах та на західному краю півострова. Однак, деякі мохи та лишайники можна зустріти навіть у сухих районах материка. Навколо Антарктиди є багато водоростей, особливо фітопланктону, який складає основу багатьох харчових мереж Антарктики. 
Людська діяльність призвела до того, що інтродуковані види закріпилися в цій місцевості, загрожуючи живій природі материка. Надмірне виловлювання риби і полювання спричинили значне скорочення чисельності багатьох видів. Забруднення, знищення середовища проживання і зміни клімату несуть велику загрозу для навколишнього середовища. Договір про Антарктику — це глобальний договір, спрямований на збереження Антарктики для наукових досліджень; рекомендації цього договору застосовуються щодо регулювання антропогенного впливу в Антарктиці. 

## Екологічні умови

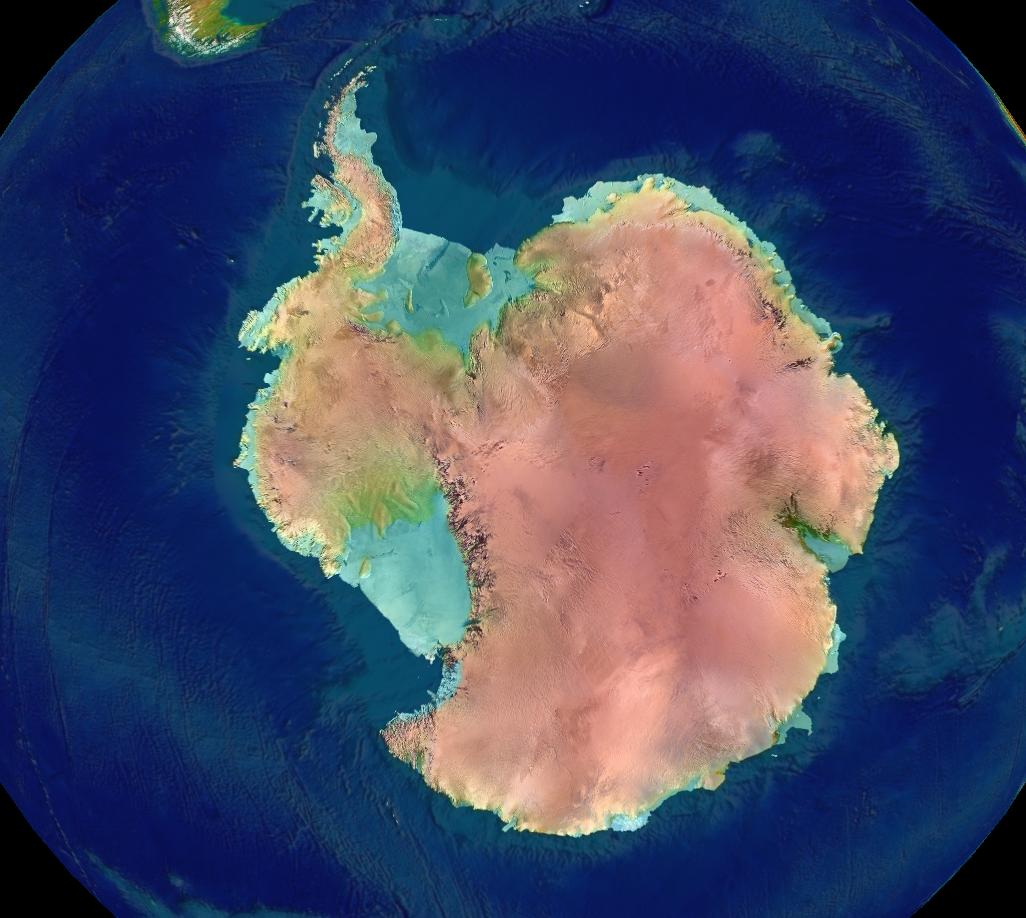
Рельєф Антарктиди

Приблизно 98% материкової Антарктиди покрито льодом — до 4,7 км (2,9 миль) в товщину. Крижані пустелі Антарктиди мають надзвичайно низькі температури, високу сонячну радіацію і надзвичайну сухість. Будь-які опади зазвичай випадають у формі снігу і утворюють смугу на відстані приблизно 300 км (186 миль) від узбережжя. Деякі райони щорічно отримують не менше 50 мм опадів. Найхолодніша температура, зареєстрована на Землі, склала −89,4 °C (−128,9 °F) на станції Восток на полярному плато. Організми, які виживають на Антарктиді, часто є екстремофілами. 
Суха внутрішня частина континенту кліматично відрізняється від західного Антарктичного півострова і субантарктичних островів. Півострів і острови набагато придатніші для життя; деякі райони півострова можуть отримувати 900 мм (35,4 дюймів) опадів за рік, включаючи дощі; північний півострів є єдиною областю на материку, де температура влітку може сягнути вище 0 °C (32 °F). Субантарктичні острови мають більш м’яку температуру і більше води, тому вони сприятливіші для життя.
Амплітуда температури поверхні Південного океану — дуже низька, від 1 °C (33,8 °F) до 1,8 °C (35,2 °F). Влітку морський лід охоплює 4 000 000 км2 (1 500 000 кв. миль) океану. Континентальний шельф, що оточує материк, становить від 60 км (37 миль) до 240 км (149 миль) в ширину. Глибина морського дна в цій області коливається від 50 м (164 футів) до 800 м (2 625 футів) і сягає у середньому 500 м (1 640 футів). Після шельфу континентальний схил опускається до абісальної рівнини від 3 500 м (11 483 футів) до 5 000 м (16 404 футів) у глибину. У всіх цих районах 90% морського дна складається із м'яких опадів, таких як пісок, грязь і гравій.

## Тварини

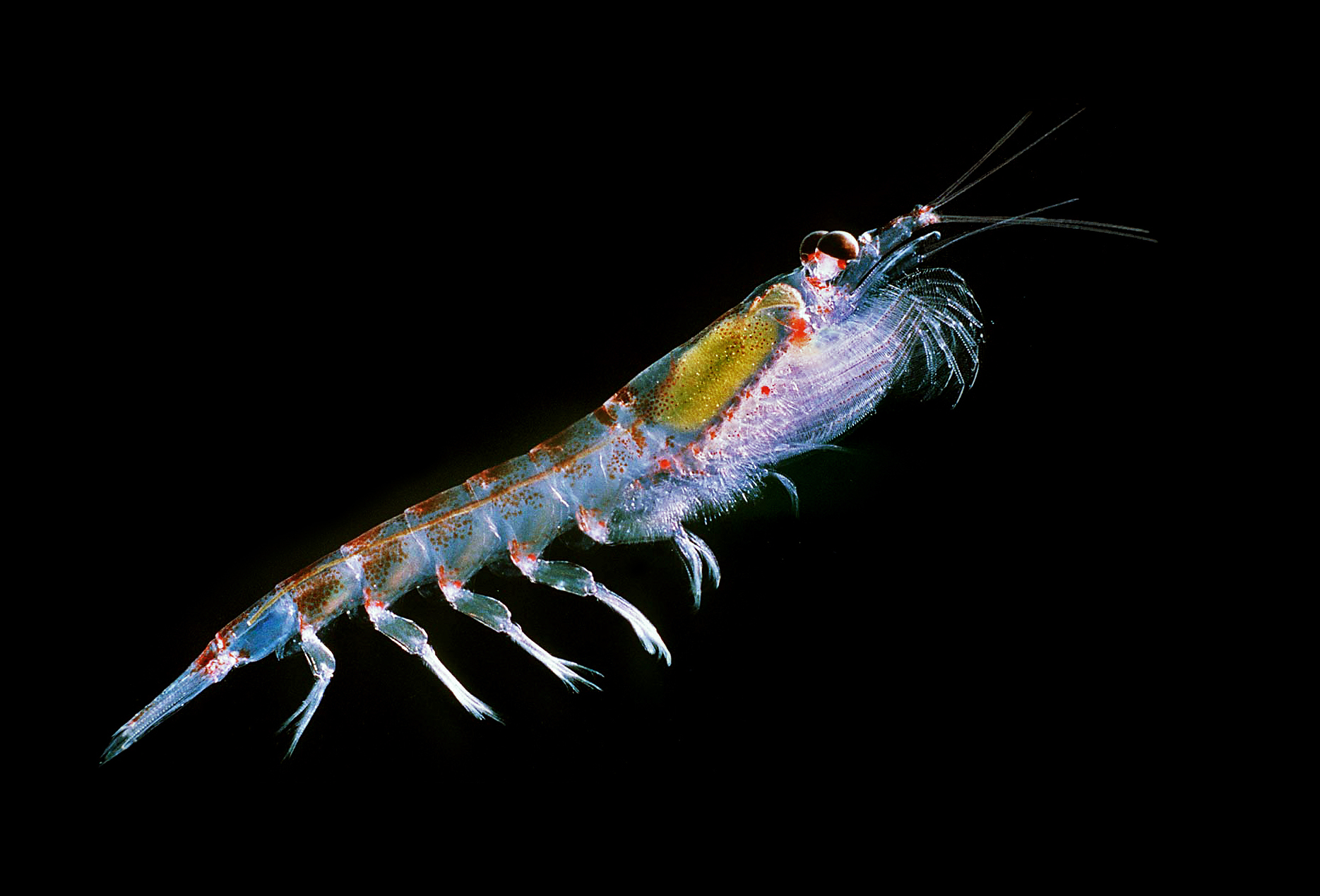
Антарктичний криль (Euphausia superba) — ключовий вид, який є важливою частиною харчової мережі Антарктики.

Як в Антарктиці, так і в Арктиці зустрічається щонайменше 235 морських видів, починаючи від великих за розмірами китів і птахів і закінчуючи дрібними морськими равликами, морськими огірками та глинобитними червами. Великі тварини часто мігрують між двома полюсами, а більш дрібні тварини поширюються підводними течіями. Антарктичні тварини адаптувались до зменшення тепла, часто розвинувши теплі вітрозахисні шуби та шари жиру.
У холодних пустелях Антарктиди — найменш різноманітна фауна світу. Наземні хребетні переважають на субантарктичних островах, проте, у невеликій кількості. Антарктида, включаючи субантарктичні острови, не має природних наземних ссавців, плазунів або земноводних. Однак, людська діяльність призвела до впровадження в деяких районах інтродукованих видів, таких як щурів, мишей, курей, кролів, котів, свиней, овець, великої рогатої худоби, оленів та різних риб. Також були завезені  й безхребетні види, наприклад, жуки.
Бентові популяції морського дна — різноманітні й щільні, на 1 квадратний метр (10,8 фут2) виявлено до 155 000 видів тварин. Оскільки довкілля морського дна дуже схоже на антарктичне, сотні видів тварин можна знайти всюди навколо материка, що є унікальним широким поширенням для такої великої популяції. У цьому середовищі існування поширений полярний та глибоководний гігантизм, де безхребетні значно переважають популяцію своїх тепловодних родичів. Вважається, що ці два подібні типи гігантизму спричинені холодною водою, яка може містити високий вміст кисню в поєднанні з низькою швидкістю обміну речовин («повільне життя») тварин, що живуть у таких холодних умовах. 

### Птахи

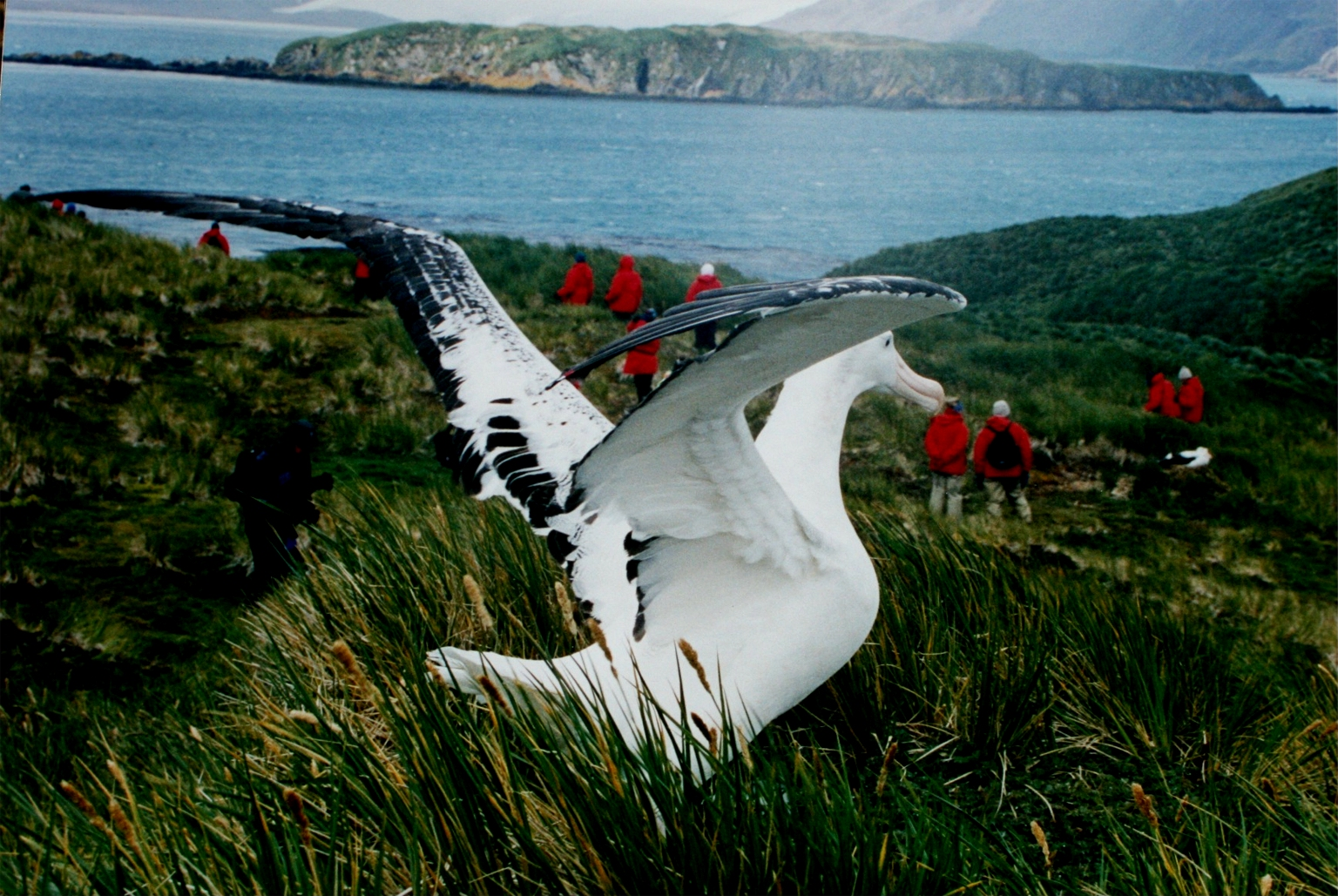
Мандрівний альбатрос (Diomedea exulans) у Південній Джорджії

Скелясті береги материкової Антарктиди та її острови щовесни забезпечують місце для гніздування для понад 100 мільйонів птахів. До цих птахів належать, наприклад, альбатроси, буревісники, поморники, чайки і крячкові. Комахоїдний птах Anthus antarcticus є ендемічним видом для Південної Джорджії і деяких малих прилеглих островів. Такі види качок як Anas georgica georgica і Anas eatoni населяють Південну Джорджію, Кергелен і Крозе.
Майже всі пінгвіни знаходяться у Південній півкулі (єдиний виняток — екваторіальний пінгвін галапагоський), їхня найбільша концентрація — на Антарктиді та навколо неї. Чотири з вісімнадцяти видів пінгвінів живуть і розмножуються на материку та на прилеглих островах. Ще чотири види живуть на субантарктичних островах. Імператорські пінгвіни мають чотири шари пір'я, які покривають один одного і зберігають пінгвінів у теплі. Вони єдині антарктичні тварини, які розмножуються зимою.

### Риби
Порівняно з іншими великими океанами, у Південному океані мало видів риб, присутні тільки кілька родин. Найбільш багата на види родина — родина ліпарисових (Liparidae), за ними йдуть родина нототенієвих (Nototheniidae) і родина бельдюгових (Zoarcidae). Разом ліпарисові, бельдюгові і нототенієвидні (які включають рибу-тріску і кілька інших родин) належать до майже 9⁄10 із більш ніж 320 видів риб, які описані в Південному океані. Десятки неописаних видів також зустрічаються у регіоні, особливо серед родини ліпарисових. Якщо підрахувати види риб антарктичного континентального шельфу і верхнього схилу, то тут існує понад 220 видів, а нототенієвидні переважають як за кількістю видів (понад 100), так і за біомасою (понад 90%). Равлики і водорості Південного океану, як правило, проживають у глибоких водах, тоді як білокрівкові також поширені в мілких водах. Окрім відносно багатих на види родин, у регіоні проживають ще декілька видів з інших родин: міксини (Myxinidae), міногові (Petromyzontidae), ромбові скати (Rajidae), карапусові (Carapidae), морські тріски (Moridae), тріски вугра (Muraenolepididae), тріскові (Gadidae), Congiopodidae, Bathylutichthyidae, трьохперкові (Tripterygiidae) та Achiropsettidae. Серед риб, виявлених на південь від Антарктичної конвергенції, майже 90% видів є ендемічними для регіону. 

#### Білокрівкові

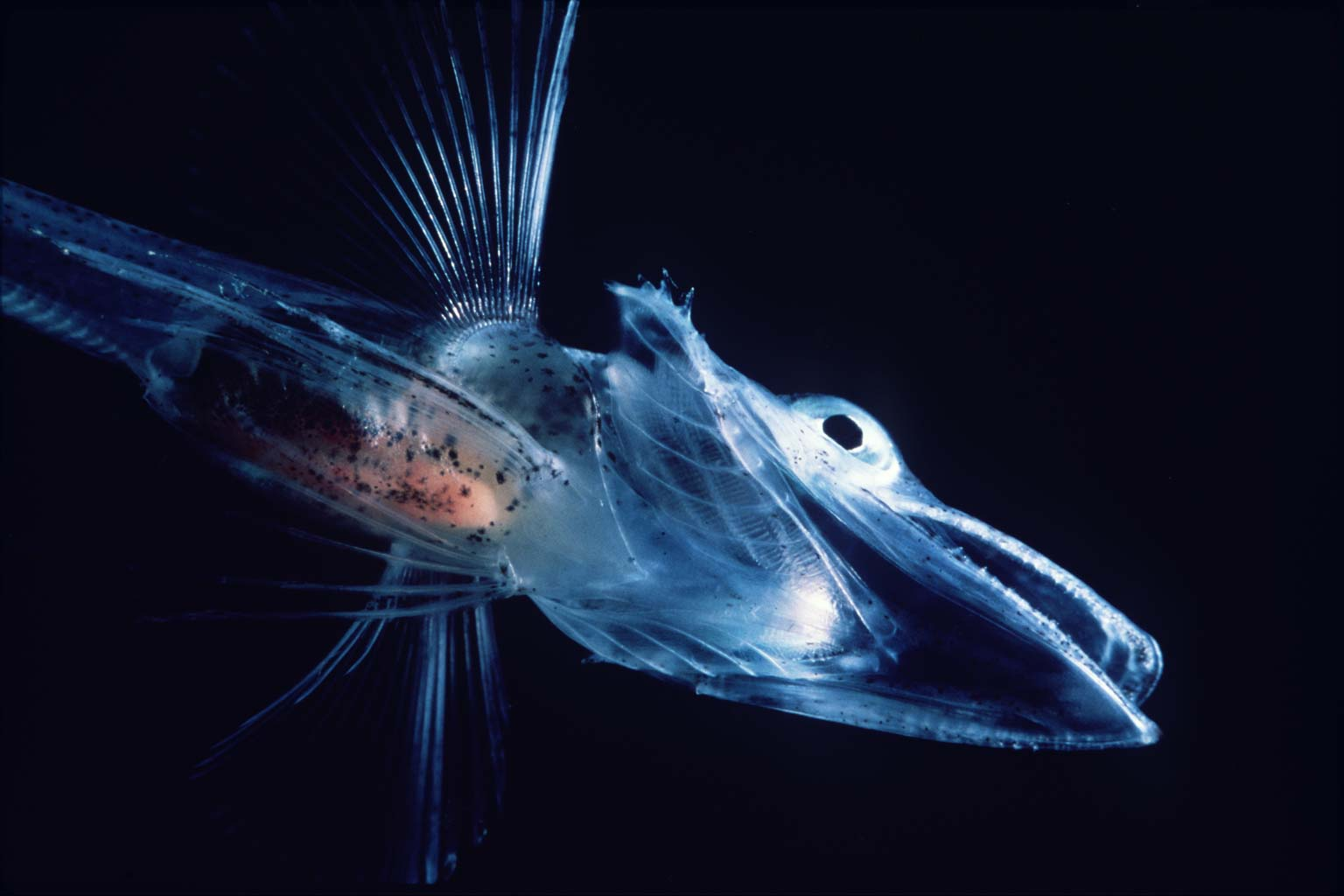
Риби підряду нототенієвидні, такі як ця молода білокрівкова риба, здебільшого поширені в Антарктиці та Субантарктиці

Родина нототенієвих (Nototheniidae), як і кілька інших сімей, входять до підряду нототенієвидні; в сукупності їх іноді називають білокрівкові. У підряді є багато видів риб із білками антифризу в крові й тканинах, що дозволяє їм жити у воді з температурою біля або трохи нижче 0 °C (32 °F). Білки антифризу присутні також у равликів і водоростях Південного океану.
Є два види білокрівкових із роду Dissostichus: антарктичний кликач (D. mawsoni) і патагонський кликач (D. eleginoides), які на сьогодні є найбільшими рибами Південного океану. Ці два види мешкають на морському дні, починаючи від відносно мілкої води до глибини 3 000 м (9 800 футів), і можуть вирости приблизно до 2 м (6,6 футів) у довжину, досягнувши ваги 100 кг (220 фунтів) і проживши до 45 років. Антарктичний кликач живе близько до материка Антарктиди, тоді як патагонський кликач живе у відносно тепліших субантарктичних водах. Кликачів ловлять на комерційній основі, тому незаконне рибальство зменшило популяцію цих риб. 
Ще одна численна група білокрівкових — рід Notothenia, який, як і антарктичний кликач, має у своїх тілах антифриз.
Незвичайним видом білокрівкових є сріблянка антарктична (Pleuragramma antarcticum), яка є єдиною справжньою пелагічною рибою у водах поблизу Антарктиди. 

### Ссавці

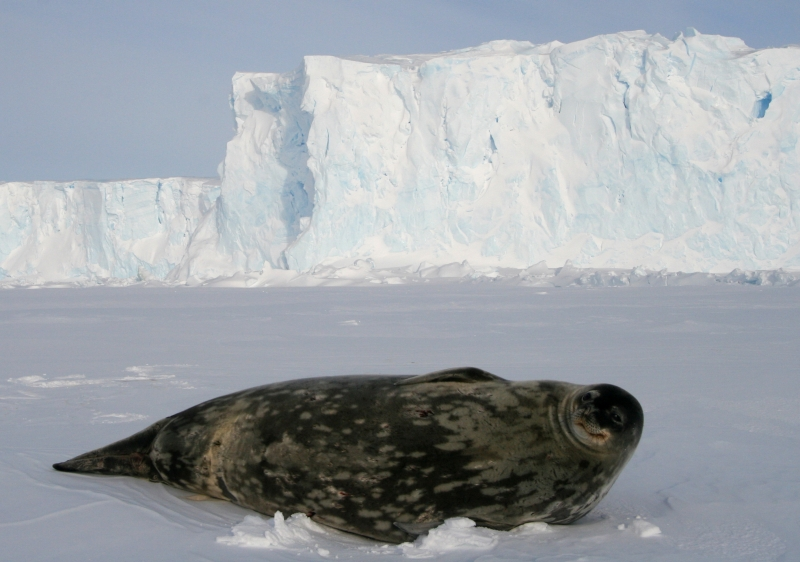
Тюлень Ведделла (Leptonychotes weddellii) — найпівденніші з антарктичних ссавців.

В Антарктиці мешкають сім видів ластоногих. Найбільший із них — морський слон (Mirounga leonina), який може набрати вагу до 4000 кг (8 818 фунтів), а самка найменшого виду Arctocephalus gazella — всього 150 кг (331 фунтів). Ці два види живуть на північ від морського льоду і розмножуються у гаремах на пляжах. Інші чотири види можуть жити на морському льоду. Тюлень-крабоїд (Lobodon carcinophagus) і тюлень Ведделла (Leptonychotes weddellii) утворюють гніздові колонії, а морський леопард (Hydrurga leptonyx) і тюлень Росса (Ommatophoca rossii) живуть відокремленим життям. Хоча ці види полюють під водою, вони розмножуються на суші або на льоду, де проводять багато часу, оскільки у них немає наземних хижаків.
Вважається, що чотири види, які населяють морський лід, становлять 50% всієї біомаси світових тюленів. Тюлені-крабоїди налічують близько 15 мільйонів ссавців, тому вони належать до найчисленніших великих тварин на планеті. Новозеландський морський лев (Phocarctos kukereri) — один з найрідкісніших і локалізованих ластоногих — розмножується майже виключно на субантарктичних Оклендських островах, хоча історично він мав ширший ареал. З-поміж усіх постійних мешканців-ссавців, тюлені Ведделла живуть найпівденніше.
У Південному океані зустрічаються 10 видів китоподібних: шість видів вусатих китів і чотири види зубастих китів. Найбільший з них — синій кит (Balaenoptera musculus) — виростає до 24 м (79 футів) у довжину, вагою до 84 тонн. Багато з цих видів мігруюють і подорожують до тропічних вод під час антарктичної зими. Косатки, навпаки, не мігрують, проте, регулярно плавають у тепліші води, можливо, щоб зняти стрес, який їхній шкірі спричиняє температура.

### Сухоземні безхребетні

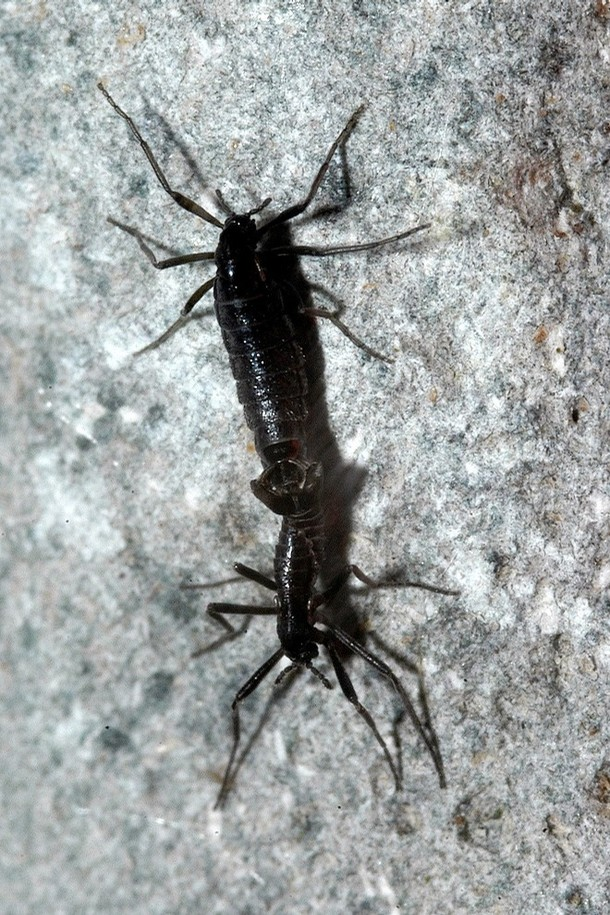
Пара Belgica antarctica; єдина комаха на материковій Антарктиді.

Популяція більшості наземних безхребетних знаходиться на субантарктичних островах. Хоча в загальному є дуже мало видів, а ті, що населяють Антарктиду, мають високу щільність популяції. У більш екстремальних районах материка, таких як холодні пустелі, харчові мережі іноді налічують три види нематодів, лише один з яких є хижаком. Багато безхребетних на субантарктичних островах можуть жити при низьких температурах без замерзання, тоді як ті види, що проживають на материку, можуть вижити і після замерзання.
Серед наземних видів членистоногих більшість складають кліщі та колемболи, хоча можна зустріти різних павуків, жуків та мух. На 1 квадратний метр (10,8 фут2) можна зустріти кілька тисяч особин різних видів кліщів та колемболи. Жуки та мухи — це найбагатші на види групи комах на островах. Комахи відіграють важливу роль у переробці мертвих рослинних матеріалів.
На материку Антарктиди немає макро-членистоногих. Мікро-членистоногі поширені на ділянках із рослинністю і поживними речовинами, що зумовлено наявністю хребетних тварин і рідкої води. Belgica antarctica — безкрилий комар — єдина справжня комаха, знайдена на материку і найбільша наземна тварина материка. Розміри коливаються від 2 до 6 мм (0,08-0,24 in). 
Також зустрічається багато наземних дощових черв'яків і молюсків, поряд із мікрохребетними, наприклад, нематодами, тихоходами і коловертками. Дощові черв'яки як і комахи є важливими розкладачами.

### Морські безхребетні

#### Членистоногі
У Південному океані зустрічається п’ять видів криля — невеликих вільноплаваючих ракоподібних. Антарктичний криль (Euphausia superba) — один із найпоширеніших видів тварин на землі, з біомасою приблизно 500 мільйонів тонн. Кожна особина має 6 см (2,4 дюймів) в довжину і важить понад 1 г (0,035 унцій). Зграї, що утворюються, можуть розтягуватися на кілометри, до 30 000 особин на 1 кубічний метр (35 cu ft), перетворюючи воду на червоний колір. Зграї зазвичай залишаються у глибокій воді вдень, піднімаючись вночі, щоб харчуватися планктоном. Для багатьох великих тварин криль необхідний для власного виживання. Взимку, коли не вистачає їжі, дорослий антарктичний криль може повернутися до ранньої стадії розвитку, використовуючи власний організм як харчування. 
Багато бентальних ракоподібних мають несезонний цикл розмноження, а деякі вирощують своє потомство у вивідковій камері. Glyptonotus antarcticus — незвичайно великий бентальний ряд рівноногих і приклад полярного гігантизму, що досягає 20 см (8 дюймів) в довжину і вагу в 70 г (2,47 унцій). Бокоплави рясніють м'якими відкладеннями, поїдають цілий ряд предметів, від водоростей до інших тварин. Бокоплави дуже різноманітні й налічують більш ніж 600 визнаних видів, які були знайдені на південь від Антарктичної конвергенції; відомо, що ще є багато неописаних видів. Серед них, декілька «гігантів», таких як знакові Epimeriidae розміром до 8 см (3,1 дюймів).
Крабів традиційно не визнають частиною фауни в регіоні Антарктики, проте дослідження останніх десятиліть виявили кілька видів (переважно крабоїдів) у глибоких водах. Це спочатку призвело до побоювань (часто цитуються в масових ЗМІ), що вони вторглися із північніших регіонів через глобальне потепління і, можливо, можуть завдати серйозної шкоди рідній фауні, але останні дослідження показують, що вони теж є рідними, просто раніше не були поміченими. Тим не менш, багато видів із цих південних океанів надзвичайно вразливі до температурних змін, не в змозі пережити навіть невелике потепління води. Незважаючи на те, що в 1986 році на Південних Шетландських островах було виловлено кілька екземплярів немісцевого Hyas araneus, більше не було подальших записів із цього регіону. 
Поширені повільно рухомі морські павуки, які іноді виростають приблизно до 35 см (1 футу) — довжина ноги (ще один приклад полярного гігантизму). Приблизно 20% видів морських павуків у світі походять із вод Антарктики. Вони харчуються коралами, губками і мохуватками, які засмічують морське дно.

#### Молюски

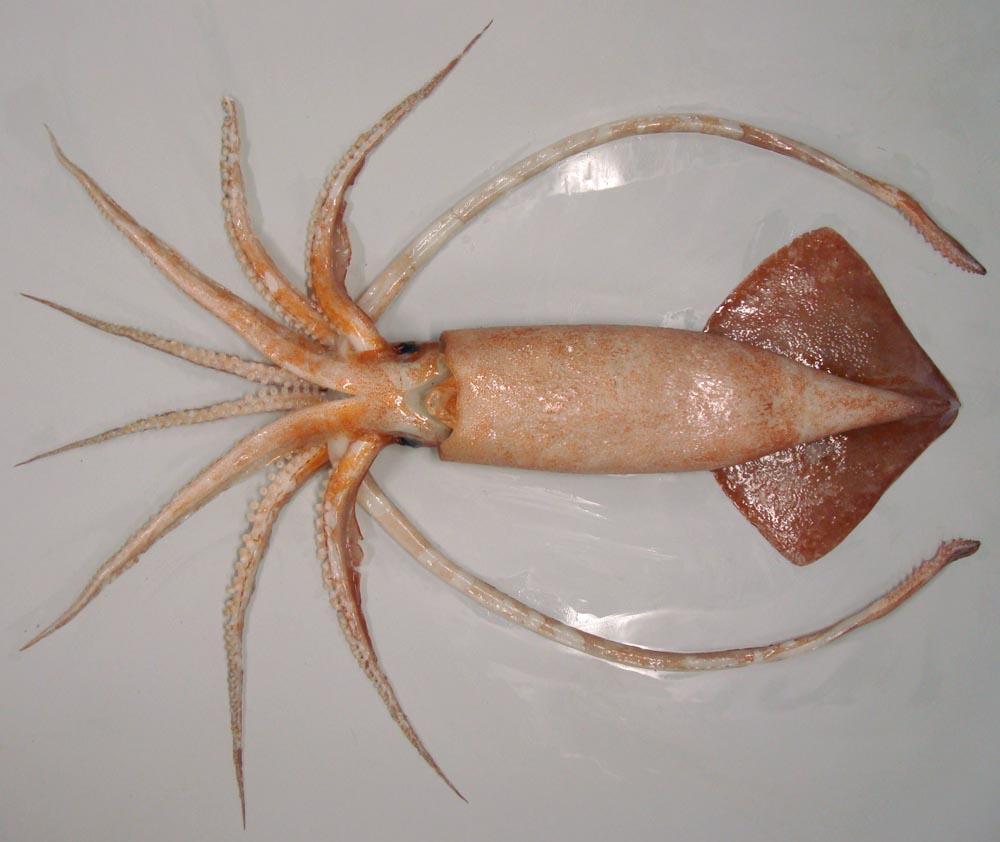
Жіночий вид Moroteuthis ingens

В Антарктиці є багато водних молюсків. Двостулкові, такі як Adamussium colbecki, пересуваються на морському дні, в той час як інші, такі як Laternula elliptica, живуть в норах, фільтруючи воду зверху. У Південному океані налічується приблизно 70 видів головоногих, найбільший з яких — гігантський кальмар (Mesonychoteuthis hamiltoni), який досягає 14 м (46 футів) і є одним із найбільших безхребетних у світі і справжнім полярним гігантом. Кальмари складають більшу частину раціону деяких тварин, таких як сіроголових альбатросів і кашалотів, а Moroteuthis ingens є одним із найбільш субантарктичних видів, на який найбільше полюють хребетні. 

#### Інші морські безхребетні

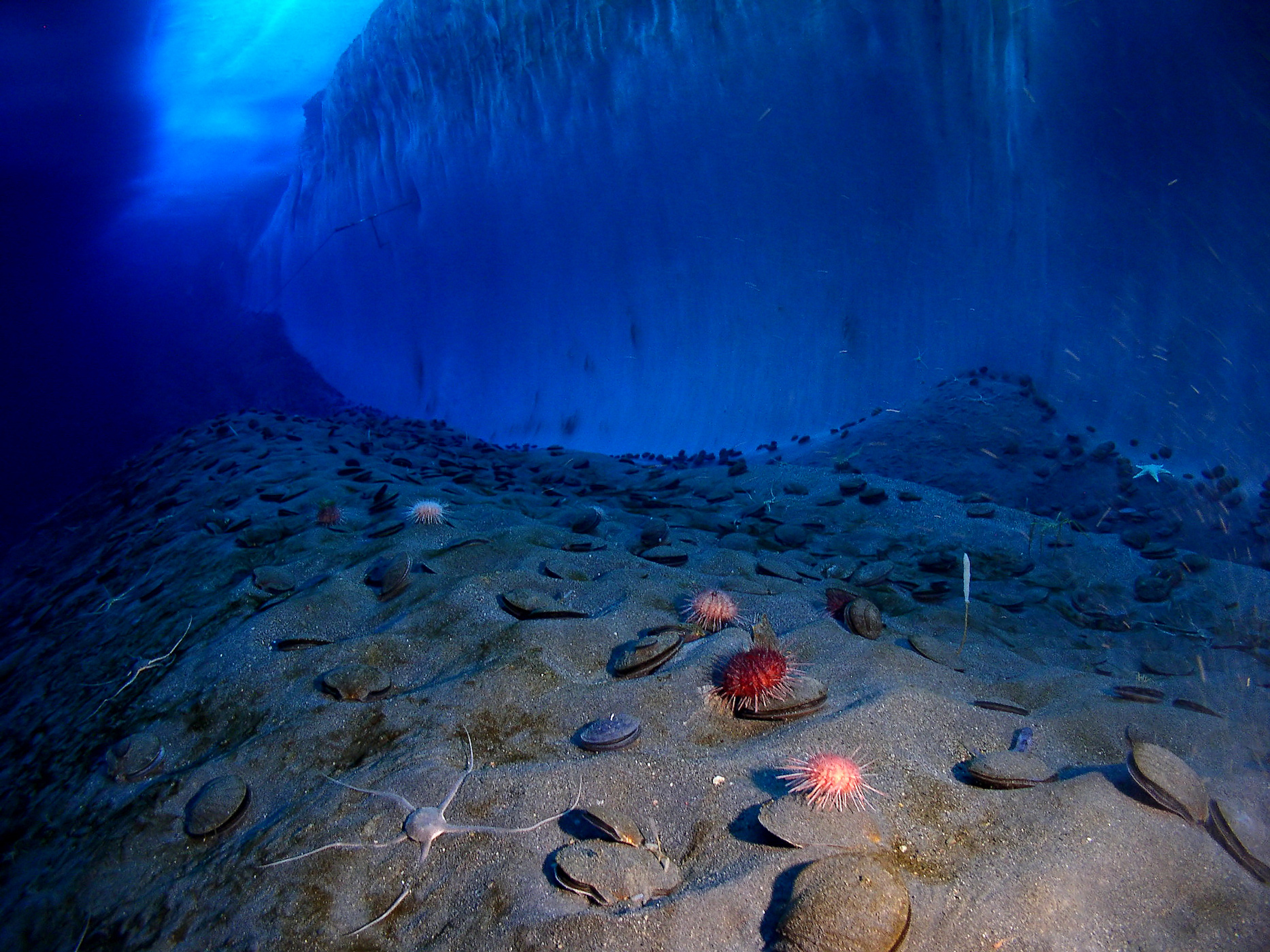
Під водою в Мак-Мердо: морський їжак (Sterechinus neumayeri), крихка зірка (Ophionotus victoriae), гребінець (Adamussium colbecki) та інші тварини.

Червоний антарктичний морський їжак (Sterechinus neumayeri) був використаний у кількох дослідженнях і став модельним організмом. Нині він є найвідомішим морським їжаком регіону, але не єдиним видом. Серед іншого, у Південному океані також проживає рід Abatus, який проривається через осад, в якому він поїдає поживні речовини. Кілька видів офіурів мешкають у водах Антарктики, включаючи екологічно важливий Odontaster validus і Labidiaster annulatus, який навіть може ловити дрібну плаваючу рибу.
Два види сальпів поширені у водах Антарктики: Salpa thompsoni і Ihlea racovitzai. Salpa thompsoni зустрічається у незамерзаючих районах, тоді як Ihlea racovitzai — у районах високої широти біля льоду. Через їхню низьку поживну цінність сальпів зазвичай їдять тільки риби, причому великі тварини, такі як птахи і морські ссавці їдять їх лише тоді, коли іншої їжі не вистачає.
У Південному океані зустрічаються кілька видів морських червів, серед них Parborlasia corrugatus та Eulagisca gigantea, довжина яких сягає до 2 м (6,6 футів) і 20 см (8 унцій) відповідно; ці види є прикладами полярного гігантизму.
Як і кілька інших морських видів регіону, антарктичні губки є довгоживучими видами. Вони чутливі до змін навколишнього середовища через специфіку симбіотичних мікробних популяцій всередині них. Як результат, вони функціонують як показники екологічного здоров'я. Найбільшою є білувата або тьмяно жовтувата Anoxycalyx joubini, яку іноді називають гігантською вулканною губкою через її форму. Вона може досягати висоти 2 м (6,5 футів) і є важливим середовищем існування для кількох менших організмів. Багаторічне спостереження за особами цієї місцевої шестипроменевої губки не виявило зростання, що дозволяє припускати її величезний вік, можливо, до 15 000 років (роблячи її однією із найдовше живучих організмів). Однак, більш недавні спостереження виявили дуже мінливі темпи зростання, коли губки, здавалося б, не могли мати помітний приріст протягом десятиліть, але за іншими роками спостерігалося збільшення їх розміру майже на 30%, наприклад, одна досягла ваги 76 кг (168 фунтів) за приблизно 20 років або менше. 

## Гриби
Різноманітність грибів в Антарктиді нижча, ніж у всьому світі. Окремі ніші, визначені чинниками навколишнього середовища, заповнені невеликою кількістю видів. Виявлено приблизно 1 150 видів грибів. З них 400 видів становлять лишаї, тоді як 750 є нелишайними видами. Лише приблизно 20 видів грибів є макроскопічними. 
Нелишайні види походять із 416 різних родів, що представляють усі основні гриби. Першим грибом, виявленим на субантарктичних островах, був Peziza kerguelensis, який був описаний у 1847 році. У 1898 році був зібраний перший вид з материка — Sclerotium antarcticum. Виявлено набагато більше наземних видів, ніж морських. Більші види поширені на субантарктичних островах і на Антарктичному півострові. Паразитичні види були виявлені в екологічних ситуаціях, відмінних від тих, з якими вони пов'язані в інших місцях, таких як зараження іншого типу господаря. Менше ніж 2-3% видів вважаються ендемічними. Багато видів схожі з видами арктичного регіону. Вважається, що більшість грибів прибули в Антарктиду через повітряні течії або птахів. Наприклад, рід Thelebolus прийшов ще давніше з допомогою птахів, але з того часу розвинувся місцевий штам. З виявлених нелишайних видів грибів і близьких родичів грибів 63% — аскомікотові гриби, 23% — базидієві, 5% — зигомікотові гриби, 3% — хітридіомікотові гриби. Міксоміцети і ооміцети становлять 1% кожні, хоча вони не є справжніми грибами. 
Поверхня пустелі є ворожою до мікроскопічних грибів через великі коливання температури на поверхні гірських порід, які варіюються від 2 °C нижче температури повітря взимку до 20 °С вище температури повітря влітку. Однак, більш стійкі наносередовища всередині гірських порід дозволяють розвиватися популяціям мікробів. Більшість популяцій складається лише з кількох видів. Найбільш вивчена популяція зустрічається у пісковиках, а різні види розташовуються смугами на різній глибині від поверхні скелі. Мікроскопічні гриби, особливо дріжджі, були виявлені у всіх антарктичних середовищах.
Антарктика налічує приблизно 400 видів лишайників, рослин і грибів, що живуть симбіотично. Вони сильно адаптовані і їх можна розділити на три основні типи: хрестоподібні лишайники, які утворюють на поверхні тонкі кірки, фолійні лишайники, які утворюють листоподібні часточки, і фруктикозні лишайники, які ростуть як чагарники. Види, як правило, поділяються на ті, що присутні на субантарктичних островах, що знаходяться на півострові, що зустрічаються в іншому місці материка, і на ті, що мають непересічне поширення. Найпівденніше знайдений лишайник був зафіксований за такими координатами — 86°30'. Темпи зростання коливаються від 1 см (0,4 дюймів) кожні 100 років у більш сприятливих районах до 1 см (0,4 дюймів) кожні 1 000 років у більш несприятливій місцевості; зазвичай це відбувається, коли лишайники захищені від стихій тонким шаром снігу, з якого вони часто можуть поглинати водяну пару.

## Рослини

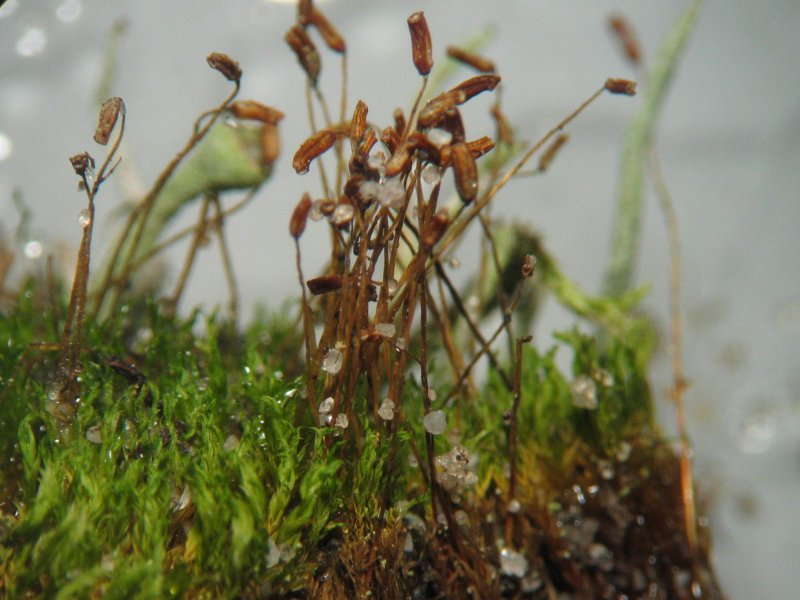
Широко розповсюджений пурпур Ceratodon — мох, який населяє райони земної кулі й сягає аж на південь 84°30'.

Найбільше рослинне різноманіття зустрічається на західному краю Антарктичного півострова. Добре пристосований мох і лишайники можна знайти в скелях по всьому континенту. Субантарктичні острови є сприятливішим середовищем для росту рослин, ніж материк. Людські дії, особливо китобійний промисел і полювання на тюленів, призвели до того, що багато привезених видів закріпилися на островах, деякі з них досить успішно.
Деякі рослинні популяції існують навколо фумаролів, отворів, що виділяють пар і газ, які можуть досягати температури 60 °C (140 °F)     приблизно 10 см (3,9 дюймів) під поверхнею. Це створює тепліше середовище з рідкою водою, яка утворюється завдяки таненню снігу й льоду. Діючий вулкан Еребус і дрімаючий вулкан Мельбурн, які розташовані у внутрішніх частинах континенту, мають фумароли. Два фумароли існують також на субантарктичних островах, один спричинений дрімаючим вулканом на острові Десепшен на Південних Шетландських островах і один на Південних Сандвічевих островах. Фумарола на острові Десепшен також має види моху, які можна зустріти тільки в Антарктиці.

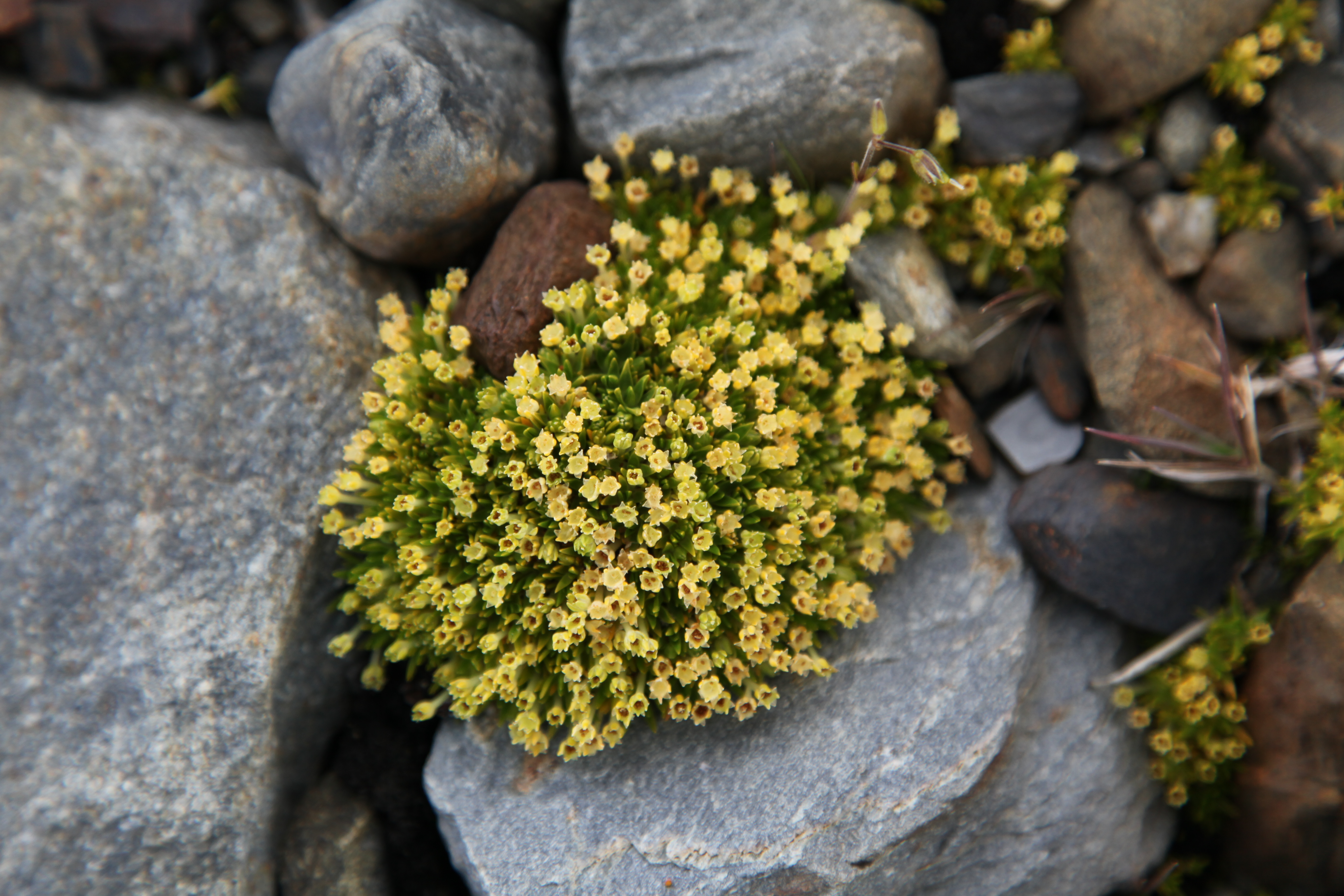
Перлинниця антарктична (Colobanthus quitensis) — один з двох квітучих видів рослин в Антарктиці.

До антарктичних мохоподібних належать 100 видів мохів і близько 25 видів печіночників. Хоча вони не настільки поширені, як лишайники, вони залишаються загальнопоширеними, де рослини можуть рости. Наприклад, Ceratodon purpureus виявили на півдні за координатами 84°30' на горі Кіффін. На відміну від більшості мохоподібних, більшість антарктичних мохоподібних не вступають у стадію диплоїдного спорофіта, натомість вони розмножуються безстатево або мають статеві органи на стадії свого гаметофіту. Лише 30% мохоподібних на півострівних і субантарктичних островах мають стадію спорофітів, і лише 25%, що знаходяться на решті материка, виробляють спорофіти. Фумарола гори Мельбурн підтримує єдину антарктичну популяцію Campylopus pyriformis, яка зустрічається в Європі та Південній Африці.
У субантарктичній флорі переважає прибережна трава, яка може виростати до 2 м (7 футів). Лише два види квітучих рослин населяють континентальну Антарктиду: щучник антарктичний (Deschampsia antarctica) і перлинниця антарктична (Colobanthus quitensis). Обидва види зустрічаються лише на західному краю Антарктичного півострова і на двох сусідніх острівних групах: Південних Оркнейських островах і Південних Шетландських островах.

## Інші
Бактерії, які відроджувались із снігу Антарктики, мають сотні років. Вони також були знайдені глибоко під льодом, в озері Вілланс — частині мережі підльодовикових озер, до яких не потрапляє сонячне світло.
В Антарктиці є найрізноманітніші водорості, які часто утворюють основу харчових мереж. Виявлено близько 400 видів одноклітинного фітопланктону, які плавають у товщі води Південного океану. Ці планктони цвітуть щорічно навесні й влітку, у міру збільшення тривалості дня та відступу морського льоду, їх чисельність зменшується взимку.
Інші водорості живуть в або на морському льоду, часто на його нижній стороні або на морському дні на мілководних ділянках. Виявлено понад 700 видів водоростей, з яких 35% — ендемічні. Поза океаном багато водоростей є в прісній воді як на континенті, так і на субантарктичних островах. Були виявлені наземні водорості, такі як снігові водорості, що живуть у ґрунті на південь від 86°29'. Більшість з них — одноклітинні. Влітку цвітіння водоростей може спричинити появу снігу і льоду червоного, зеленого, оранжевого або сірого кольорів. Ці цвітіння можуть досягати приблизно 106 клітин на мл. Домінуюча група снігових водоростей — хламідомонада — тип зелених водоростей.
Найбільші морські водорості — це порядок ламінарієвих, до якого належить вид бурих водоростей кочаюйо Durvillaea antarctica, які можуть сягати понад 20 м (66 футів) в довжину і вважаються найсильнішими ламінаріями у світі. На 1 квадратний метр (10,8 фут2) може проживати 47 окремих рослин, і вони можуть рости зі швидкістю 60 см (24 дюймів) у день. Ламінарія, яка відламалася від свого якоря, є цінним джерелом їжі для багатьох тварин, а також забезпечує спосіб океанічного розповсюдження для тварин. За допомогою ламінарї безхребетні можуть подорожувати Південним океаном, використовуючи плавучі водорості.

## Збереження

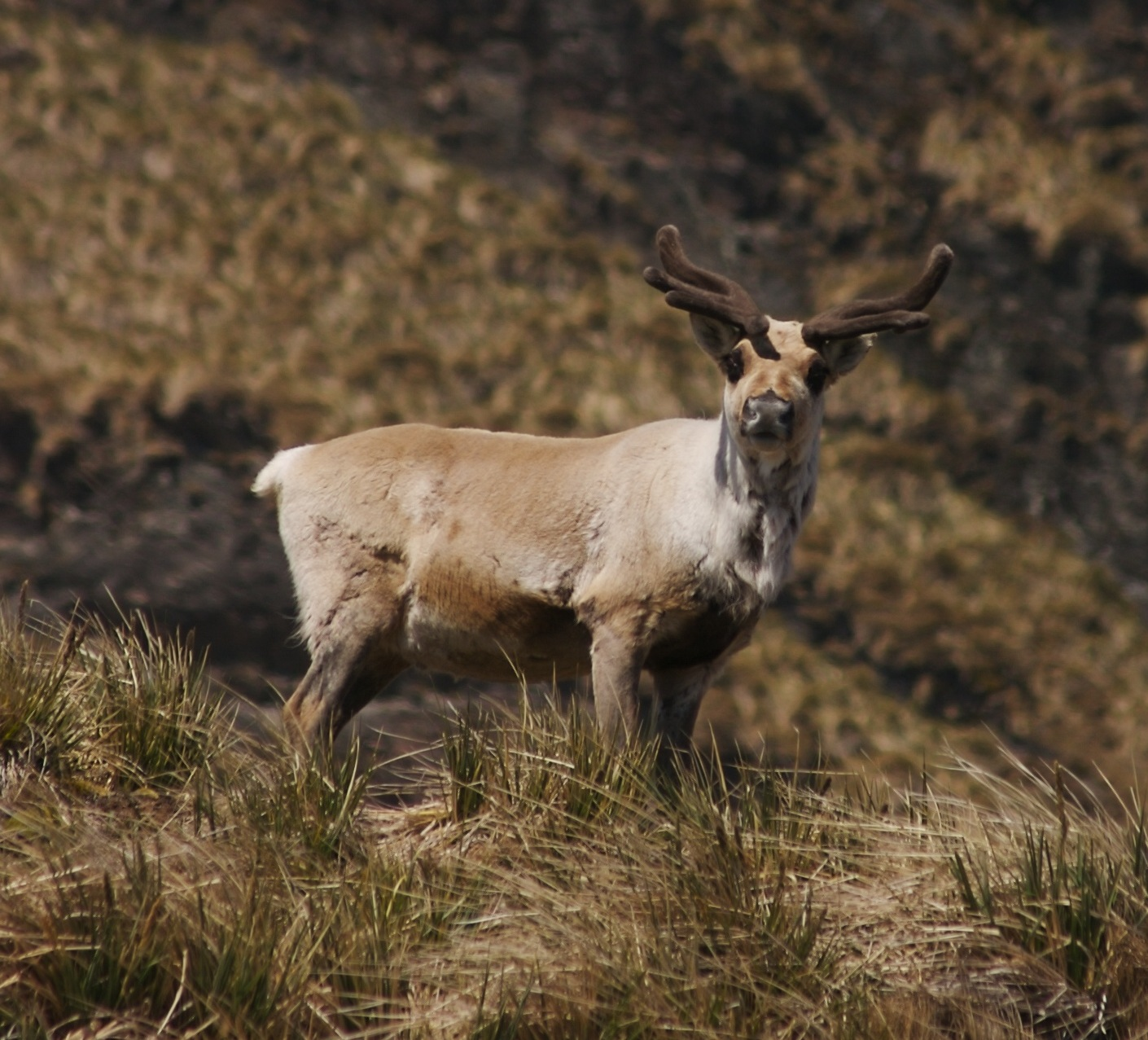
Північний олень з оксамитовими вкритими рогами з південного стада, введеного в Південній Джорджії.

Людська діяльність несе значну загрозу для дикої природи в Антарктиці, спричиняючи такі проблеми, як забруднення, знищення середовища проживання і порушення живої природи. Ці проблеми особливо гострі біля дослідницьких станцій. Глобальне потепління і пов'язані з ним наслідки несуть значну загрозу для майбутнього природного середовища Антарктики.
Через історичну відокремленість живої природи Антарктики інтродуковані види, також принесені людською діяльністю, легко перемагають і приносять шкоду різним видам. Багато інтродукованих видів вже зарекомендували себе,  наприклад, особливу загрозу несуть щурі, особливо для гніздування морських птахів, через те що щурі з’їдають їх яйця. Незаконне виловлювання риби залишається проблемою, оскільки надмірний вилов риби несе велику загрозу для населення криля та кликачів. Особливо під загрозою кликачі, які повільно ростуть і довго живуть; ці риби раніше страждали від перелову. Незаконне рибальство також несе подальшу загрозу через використання прийомів, заборонених у регульованій риболовлі, таких як зяблева мережа і ярусний лов. Ці методи збільшують прилов тварин, таких як альбатроси. 
Субантарктичні острови підпадають під юрисдикцію національних урядів, а регулювання навколишнього середовища відповідає законодавствам цих країн. На додаток, деякі острови захищені шляхом отримання статусу Світової спадщини ЮНЕСКО. Система Договору про Антарктику регулює всю активність у широтах на південь від 60°S і визначає Антарктику як природний заповідник для науки. За цією системою вся діяльність повинна оцінюватися на предмет впливу на навколишнє середовище. Частина цієї системи — Конвенція про збереження морських живих ресурсів Антарктики — регулює рибальство та охороняє морські райони. 